# Gender/Sexuality Rights Association Taiwan

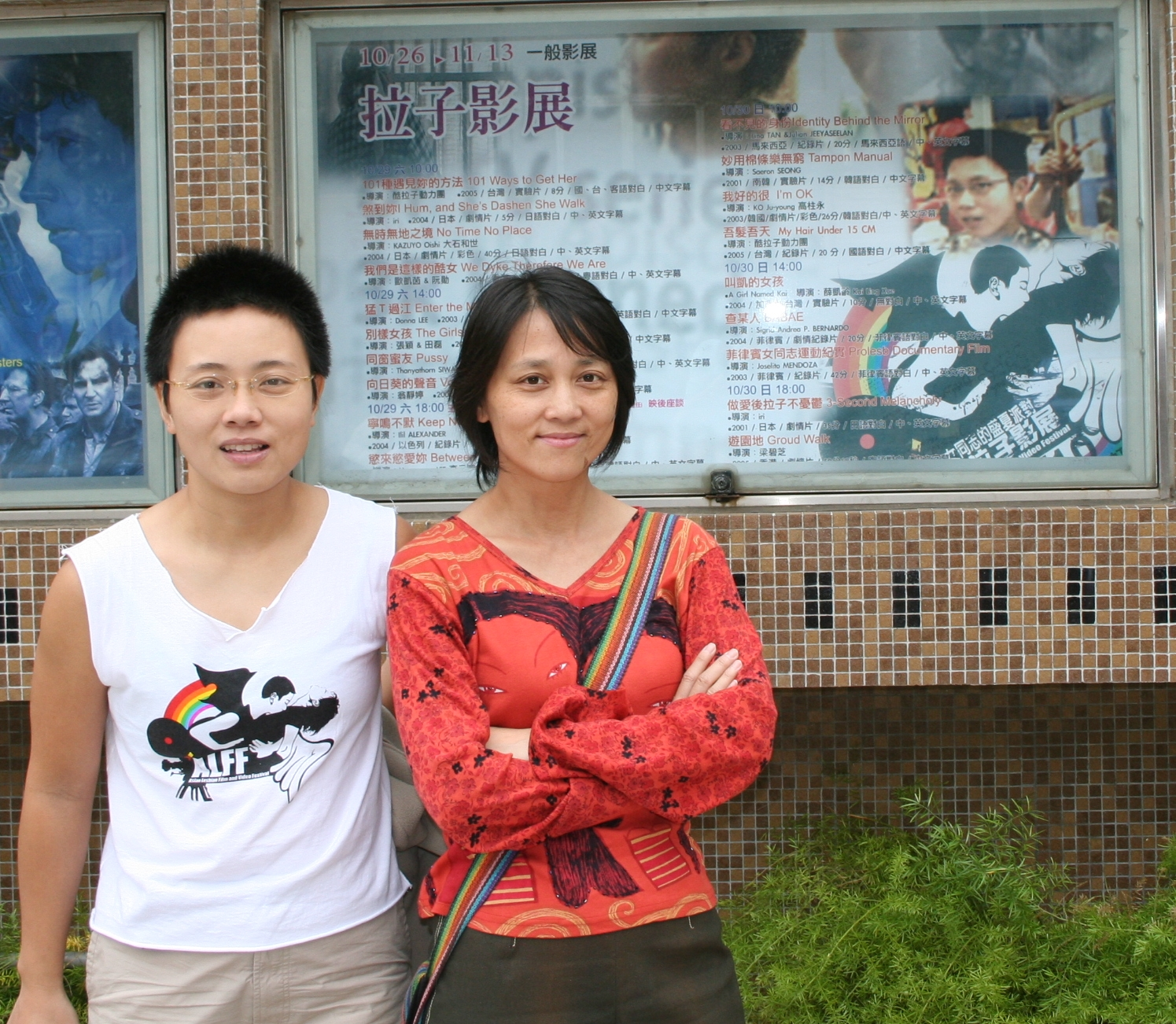
Chen Yu-Rong i Wang Ping, membres de l'organització en el festival de cine lèsbic.

La Gender/Sexuality Rights Association Taiwan és una organització per a la defensa dels drets de les persones LGBT que va ser fundada el maig del 1999 a Taiwan. El seu treball en la lluita per la igualtat de drets se centra en múltiples àmbits com la família, el sistema educatiu, la legislació, la política i l'economia.
Entre les accions que han realitzat destaquen la protesta en contra algunes mesures governamentals com el sistema de qualificació de les publicacions i els vídeos a Taiwan i la defensa de la llibreria gai Gin Gin quan va ser acusada d'"ofenses contra la moral pública".
Des de 2005 organitzen el Festival asiàtic de cinema i vídeo lèsbic.
La seva secretària general actualment és Wang Ping.